# Hofanlage Henstedter Straße 16
Die Hofanlage Henstedter Straße 16 in Syke, Ortsteil Henstedt, im Hachetal wurde  1773/74 gebaut.
Die Gebäudegruppe steht unter Denkmalschutz. Sie ist in der Liste der Baudenkmale in Henstedt.

## Geschichte
Henstedt ist ein altes Dorf, das 1211 erstmals erwähnt wurde.
Der Bauernhof neben dem Dorfmuseum besteht heute u. a. aus:
- dem eingeschossigen Wohn- und Wirtschaftsgebäude von 1773 (Inschrift) als ein niedersächsisches Zweiständer-Hallenhaus mit früher Lehm- heute Rotsteinausfachungen, früher Roggenstroh heute reetgedecktem Krüppelwalmdach, Niedersachsengiebel mit Uhlenloch und Pferdeköpfen sowie barockem Wirtschaftsgiebel mit tiefem Vorschauer; früher war im Wirtschaftsteil auch ein Pferdestall; Diele mit dreifachigem offenen Fleet (Küche) mit Weserkieselpflaster von 1796, heute durch Wand mit Schornstein getrennt, dahinter drei Räume des Kammerfaches; originale Türen,[1]

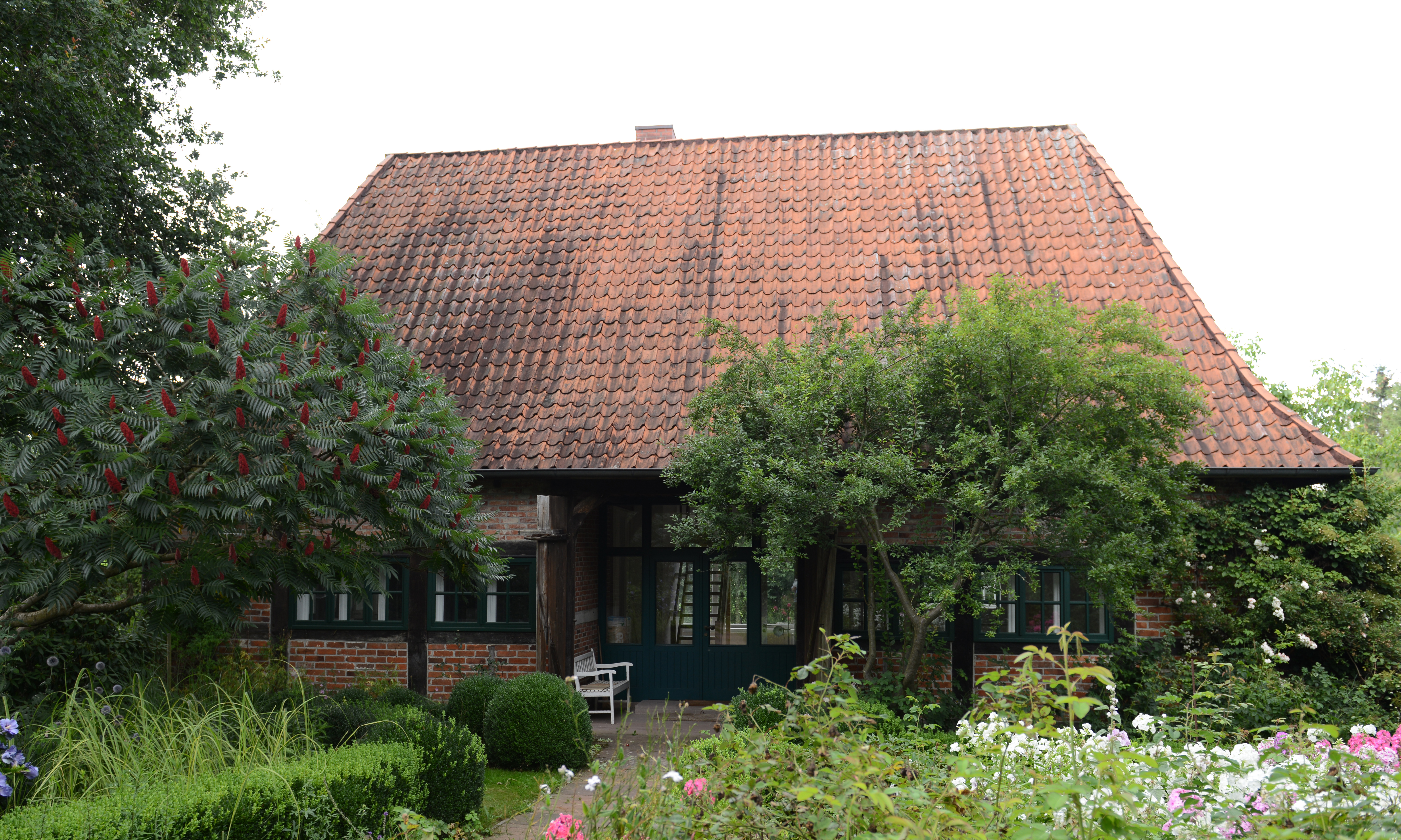
Ehem. Scheune

- der ehemaligen Scheune von 1773/74 mit Reetdach auf dem Walmdach und Rotsteinausfachung, heute saniertes Wohnhaus,
- dem Stall von 1773/74 als Fachwerkhaus mit reetgedecktem Walmdach
- dem Speicher als Fachwerkhaus mit pfannengedecktem Satteldach,
- der Scheune als Fachwerkhaus mit reetgedecktem Satteldach,
- einem kleinen Speicher als Holzbau mit Satteldach.

Das zwei Hektar große Gelände um den Hof wurde früher vorwiegend von einer Schafherde als Weide genutzt. Nach 1993 wurde der Außenbereich umgestaltet zu einer Gartenanlage als Senk-, Rosen-, Gemüse- und Strauchgarten. Seit 2002 finden hier auch Konzerte des GartenKultur-Musikfestivals statt, organisiert durch das Künstlerehepaar Fritz Vehring und Vera Vehring, die hier seit 1974 ihr Atelier haben.

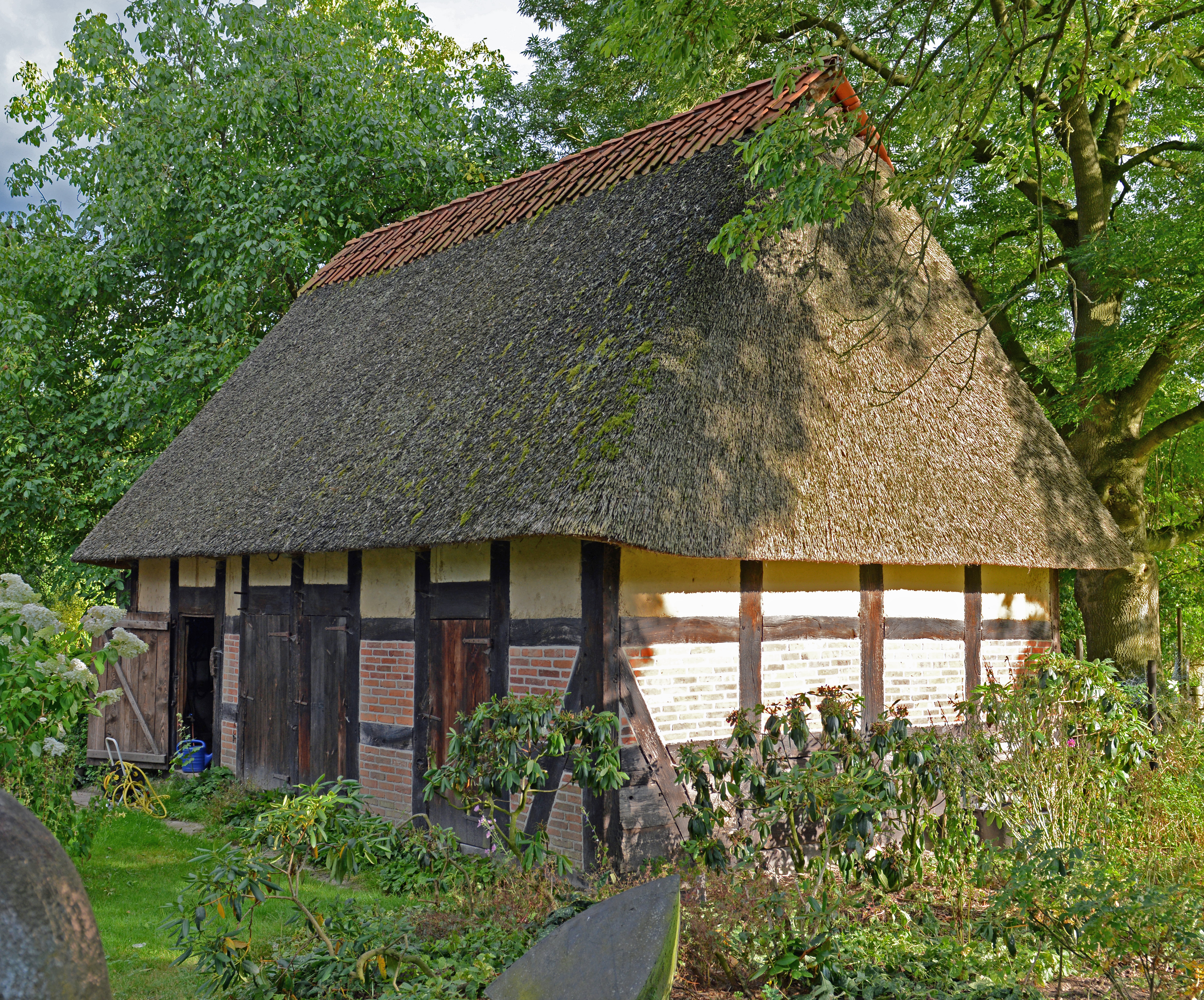
Stall
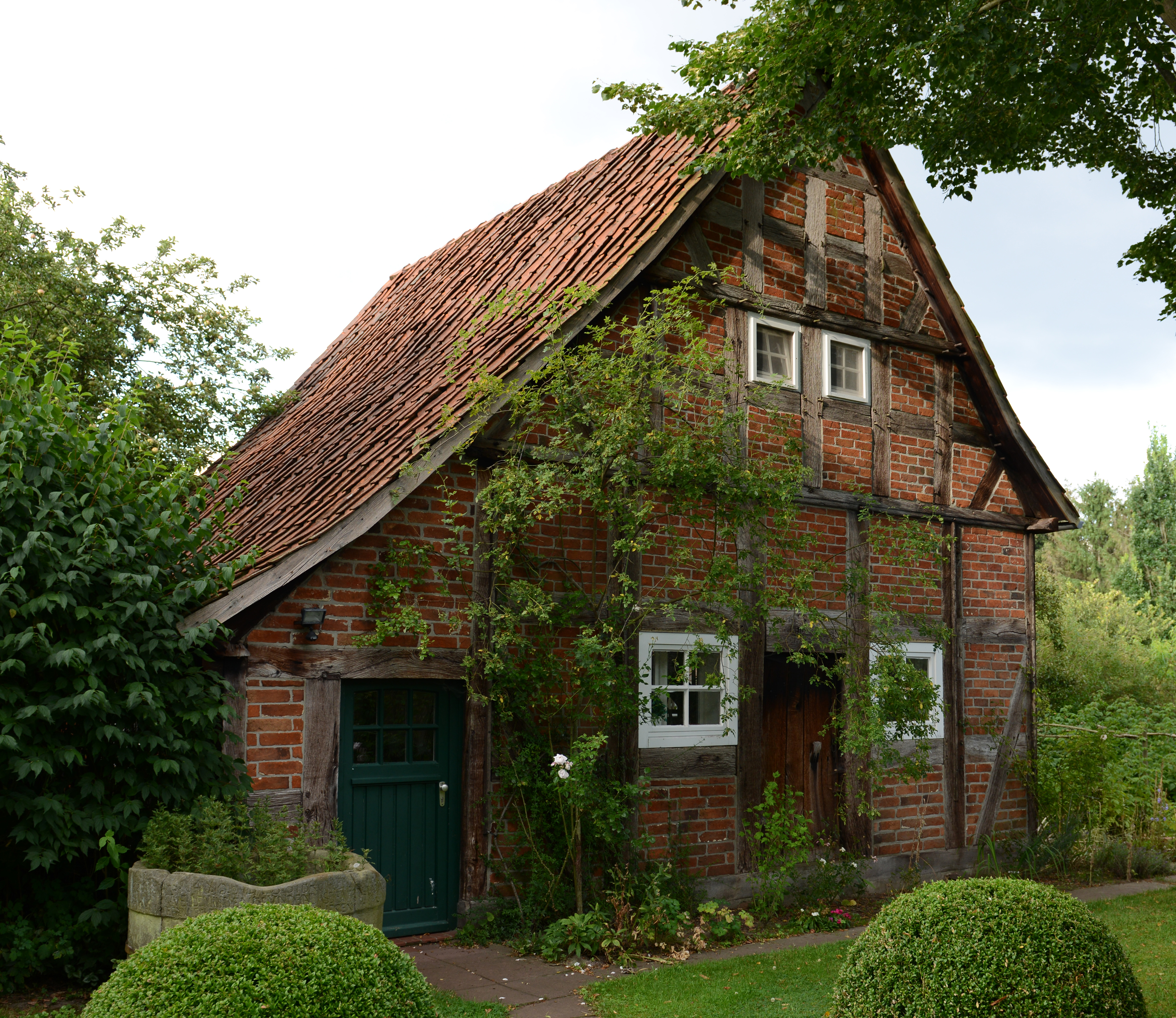
Speicher
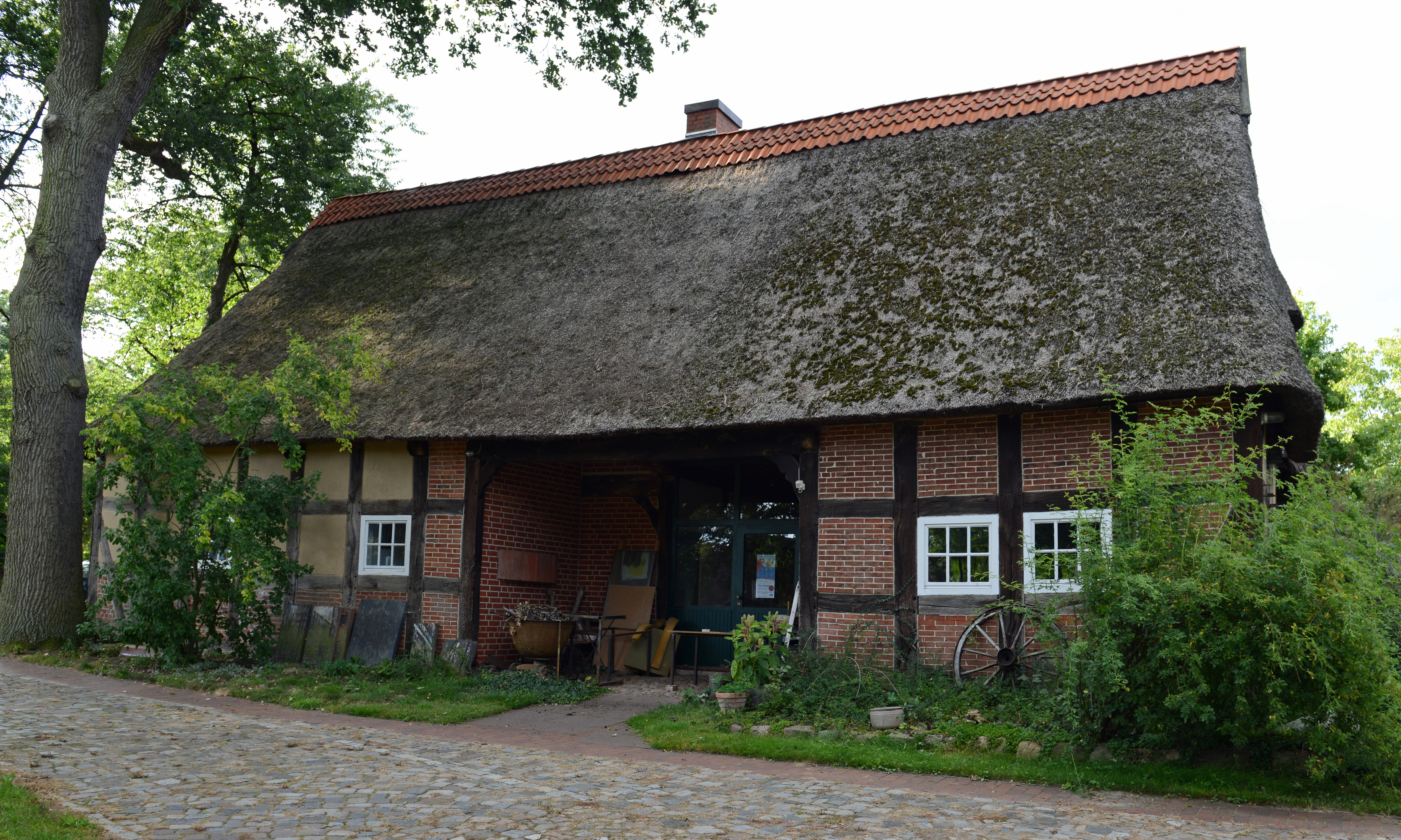
Scheune
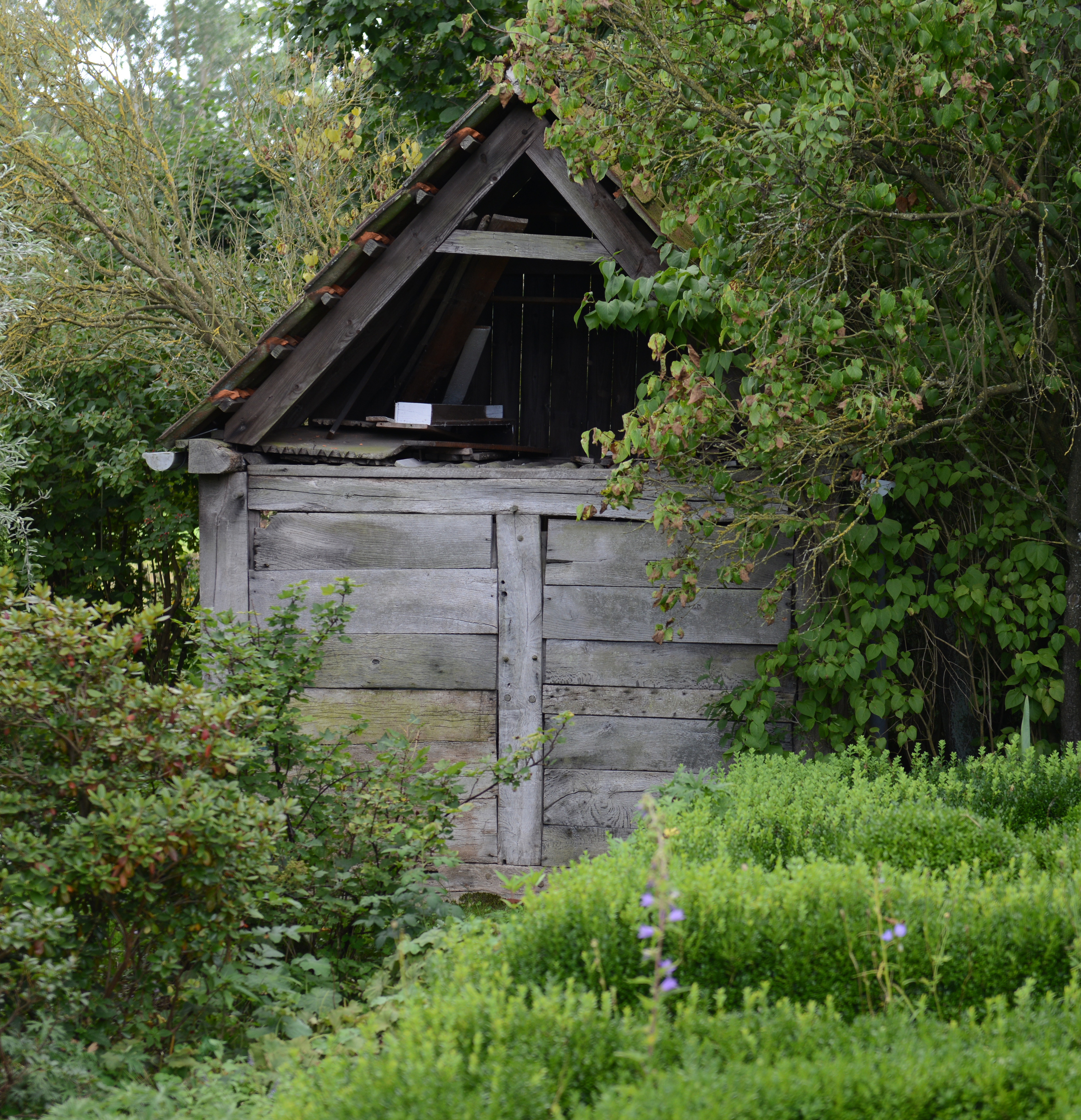
Speicher